# 小沢和夫
小沢 和夫（小澤 和夫、おざわ かずお、1944年〈昭和19年〉3月15日 - 2007年〈平成19年〉10月2日）は、日本の政治家。釜石市長（2期）。

## 経歴
岩手県釜石市出身。法政大学社会学部卒。釜石市議会議員を経て、議長も務める。2003年の釜石市長選挙で初当選。2007年の選挙では無投票で再選。同年10月2日、肝硬変のため現職のまま死去。死没日をもって旭日小綬章追贈、正五位に叙される。